# Herbrand Russell
Herbrand Arthur Russell, 11e duc de Bedford (19 février 1858 - 27 août 1940) est un homme politique et pair anglais. Il est le fils de Francis Russell (9e duc de Bedford) et de son épouse Elizabeth Sackville-West, fille de George Sackville-West (5e comte De La Warr).

## Famille
Il épouse Mary du Caurroy Tribe, le 31 janvier 1888 à Barrackpore, en Inde. Elle est nommée DBE et est décédée dans un accident d'aviation en 1937, trois ans avant son mari. Ils ont un enfant, Hastings Russell (12e duc de Bedford) (1888-1953).
Herbrand Russell prend pour pupille la fille anglo-indienne illégitime de son frère aîné, George William Russell (10e duc de Bedford). La fille est connue pour avoir vécu avec la famille jusqu'à son mariage et leur a souvent rendu visite par la suite.

## Carrière
Il est nommé dans les Grenadier Guards et devient colonel du 3e bataillon du Bedfordshire Regiment entre 1897 et 1908. Il combat dans la campagne d'Égypte en 1882 et pendant la Première Guerre mondiale, où il est mentionné dans les dépêches.

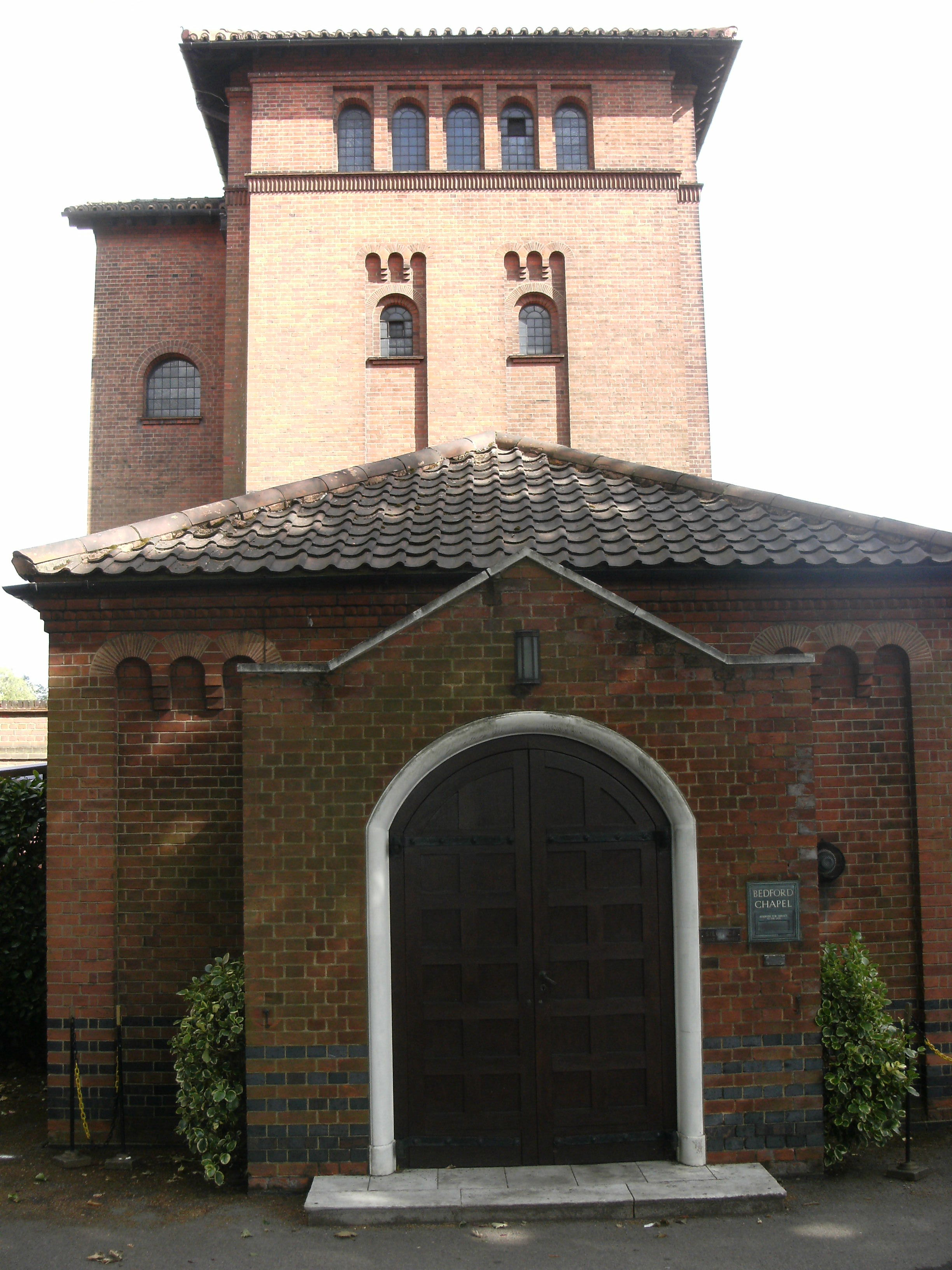
La chapelle de Bedford au Golders Green Crematorium, Londres, où le 11e duc de Bedford a été incinéré en 1940.

Le duc de Bedford occupe le poste de Lord Lieutenant du Middlesex entre 1898 et 1926, maire de Holborn en 1900, aide de camp du vice-roi de l'Inde entre 1885 et 1886, aide de camp militaire entre 1908 et 1920 du roi Édouard VII et du roi George V, et sous-lieutenant du Bedfordshire.
Il est président de la Société zoologique de Londres de 1899 à 1936 et se préoccupe de la préservation des animaux tout au long de sa vie. Selon Jane Goodall dans son livre Hope for Animals, le duc contribue à sauver le milu (ou Cerf du père David), qui était déjà éteint en 1900 dans sa Chine natale. Il acquiert les quelques cerfs restants des zoos européens et en élève un troupeau à l'abbaye de Woburn. Il offre le tahr himalayen au gouvernement néo-zélandais en 1903 ; des trois mâles et trois femelles, cinq survivent au voyage et sont relâchés près de l'hôtel Hermitage à Mount Cook Village. Il envoie une nouvelle expédition en 1909 de six mâles et deux femelles. Les tahr de l'Himalaya sont presque menacés en Inde et au Népal, mais ils sont si nombreux dans les Alpes du Sud de Nouvelle-Zélande qu'ils sont chassés à des fins récréatives. Une statue d'un tahr himalayen est dévoilée en mai 2014 au lac Pukaki et consacrée par Henrietta, duchesse douairière de Bedford. Bedford est président de la Cremation Society of Great Britain de 1921 à sa mort en 1940. Il fait déplacer et installer le crématorium original du crématorium de Woking à l'intérieur de la chapelle Bedford, une nouvelle chapelle du crématorium Golders Green, où il est lui-même incinéré. Ses cendres sont enterrées dans la « chapelle Bedford » de l'église Saint-Michel de Chenies.
Le duc de Bedford est investi comme Chevalier de Grâce de l'Ordre de Saint-Jean (KGStJ), comme Fellow de la Society of Arts (FSA) le 14 mars 1901, comme Chevalier de l'Ordre de la Jarretière (KG) le 30 mai 1902, Chevalier Commandeur de l'Ordre de l'Empire britannique (KBE) en 1919 et Fellow de la Royal Society (FRS)  en 1908. Il est nommé Freeman honoraire de Holborn en 1931.
Il est nommé docteur honoris causa en droit (LL. D.) par l'Université d'Édimbourg en 1906.
Son petit-fils Ian Russell (13e duc de Bedford) le décrit comme : « Homme égoïste et réfractaire, avec un sens très développé du devoir public et de la responsabilité ducale, il a vécu une existence froide et distante, isolé du monde extérieur par une masse de serviteurs, des sycophantes et un mur de onze milles. » En collaboration avec son fils Hastings Russell, il élabore des plans pour protéger la fortune de Bedford du régime fiscal britannique. Cependant, il meurt trop tôt pour que ceux-ci se concrétisent et le seul résultat est d'impliquer son petit-fils dans d'énormes difficultés d'accès aux propriétés familiales.
Herbrand et Hastings Russell figurent en grande partie dans les mémoires du 13e duc, A Silver-Plated Spoon (World Books, 1959).